# Episodi di Colpevoli (seconda stagione)
La seconda stagione della serie televisiva Colpevoli è composta da quattro episodi.
I buoni risultati ottenuti dalla precedente stagione permisero al produttore Oliver Berben di annunciarne una seconda prima ancora della fine delle trasmissioni. Inizialmente erano previsti sei episodi, poi ridotti a quattro. Le riprese si sono svolte a Berlino e in Portogallo nel corso del 2016.
In Italia la stagione è andata in onda su Rai 2 dal 28 agosto al 4 settembre 2017, anticipando la trasmissione tedesca in corso dal 15 settembre al 6 ottobre sul canale ZDF e senza seguire l'ordine originale degli episodi.
| nº | Titolo originale | Titolo italiano | Prima TV Germania | Prima TV Italia  |
| -- | ---------------- | --------------- | ----------------- | ---------------- |
| 1  | Kinder           | Bambine         | 15 settembre 2017 | 4 settembre 2017 |
| 2  | Anatomie         | Anatomia        | 22 settembre 2017 | 28 agosto 2017   |
| 3  | Das Cello        | Il violoncello  | 29 settembre 2017 | 28 agosto 2017   |
| 4  | Familie          | Famiglia        | 6 ottobre 2017    | 4 settembre 2017 |

## Bambine
- Titolo originale: Kinder
- Diretto da: Hannu Salonen
- Scritto da: Niels Holle

### Trama
Dopo aver seguito una ragazzina in un cinema armato di coltello, un uomo giunge allo studio di Kronberg, chiedendo il suo aiuto. Gli racconta quindi la storia della sua vita, sconvolta da una condanna per abusi sessuali ripetuti su una bambina.

## Anatomia
- Titolo originale: Anatomie
- Diretto da: Hannu Salonen
- Scritto da: André Georgi

### Trama
Un giovane uomo viene investito mentre attraversa la strada. Le indagini svelano la sua vera natura.
- Altri interpreti: Iris Berben (s.ra Hellmann)

## Il violoncello
- Titolo originale: Das Cello
- Diretto da: Hannu Salonen
- Scritto da: Nina Grosse

### Trama
Theresa Tackler toglie la vita all'amato fratello cerebroleso Leonhard, affogandolo nella vasca da bagno.

## Famiglia
- Titolo originale: Familie
- Diretto da: Hannu Salonen
- Scritto da: Annika Tepelmann

### Trama
Mentre si trova in vacanza, Kronberg viene avvicinato dal proprietario dell'appartamento presso cui alloggia, Anton Waller, un ricco uomo d'affari ritiratosi a vita privata. L'uomo gli chiede di difendere il fratellastro Fritz Meinering, uno sbandato che da qualche tempo soggiorna presso una prigione brasiliana dopo essere stato arrestato per traffico di droga.